# 오버랜드 (게임 회사)
오버랜드(OverLand)는 일본의 플라이트 시뮬레이터 상용 애드온 제작사이다. 항공기, 시너리를 주로 제작한다.
오버랜드 시너리를 대한민국의 플라이트 시뮬레이터 플레이어들 한테도 인기가 많은 편이다.
다만 개별적으로 팩을 팔아서 평이 좋지 못하다.

## 오버랜드 시너리
오버랜드 시너리들은 비교적 텍스처가 아주좋아서 대한민국의 플라이트 시뮬레이터 플레이어들게 평이 좋은 편이지만, 한편으로는 트래픽기체의 위치가 안 맞아 그 면에서는 좋은 소리를 듣지 못하고 있다. 대한민국의 시너리 같은 경우 오버랜드 인천 시너리가 있다. 오버랜드는 시너리를 따로 팔지 않고 팩으로 판다.

## 오버랜드 항공기
오버랜드 항공기들은 따로 파는 개념보다는 팩 형식으로 판다. 주로 오버랜드 보잉에디션, 에어버스 에디션 있다.